# Pouteria campechiana
Pour un autre fruit-œuf, voir Pouteria lucuma.
Espèce
Classification phylogénétique
Pouteria campechiana est une espèce de plantes à fleurs de la famille des Sapotaceae. C'est un arbre à feuilles persistantes originaire du sud du Mexique et d'Amérique centrale. Il est cultivé pour ses fruits comestibles dans d'autres pays tropicaux comme le Brésil, Taïwan et le Viêt Nam. Son nom binomial est dérivé de la ville mexicaine de Campeche, où il pousse. Il est parfois nommé (à tort) Lucuma campechiana, et confondu avec Lucuma rivicoa ou d'autres espèces proches.
On connaît son fruit principalement sous le nom de Canistel, mais aussi de Lucuma, Jaune d’œuf, ou egg-fruit en anglais et canistel en espagnol.
L'arbre atteint 10 m. Il produit des fruits jaune-orangé, longs de 5-7 cm, et comestibles. Leur chair jaune est douce, avec une texture souvent comparée à celle d'un jaune d'œuf cuit, d'où le nom de fruit-œuf.

## Étymologie
Le nom de la plante en vietnamien est cây trứng gà (plante « œuf de poule ») en raison de l'allure du fruit. Il est aussi appelé lekima, un nom inhabituel dans une langue tonale utilisant surtout des mots monosyllabiques. Ce nom dérive du mot lucuma. Il a été inclus à la demande du Viêt Nam dans la liste des typhons et a servi à nommer une tempête qui a dévasté le centre-nord du pays, tuant entre 42 et 55 personnes le 10 mars 2007.

## Synonyme
- Lucuma campechiana, Knuth